# Velké Karlovice
Velké Karlovice là một làng thuộc huyện Vsetín, vùng Zlínský, Cộng hòa Séc.